# Pastor Amarildo
Amarildo Martins da Silva conhecido como Pastor Amarildo (Hidrolândia, 22 de agosto de 1962) é um técnico em contabilidade, empresário, pastor e político brasileiro que foi deputado federal pelo Tocantins.

## Biografia
Filho de Etelvino Batista da Silva e Geralda Martins da Silva. Foi contínuo até 1984 quando foi estudar Teologia na Escola de Educação Teológica das Assembléias de Deus (EETAD) em Goiânia onde se formou em 1988 e a seguir mudou-se para Miracema do Tocantins, capital provisória do novo estado, até estabelecer-se como empresário em Palmas. Ligado então a Siqueira Campos foi assessor técnico do governo do estado e diretor administrativo e financeiro da Agência de Desenvolvimento de Tocantins no primeiro governo daquele e no segundo ocupou a direção geral do Departamento Estadual de Trânsito (DETRAN).
Eleito em 1996 vereador pelo PPB de Palmas foi presidente da Câmara Municipal e em 1998 foi eleito deputado federal afastando-se do mandato durante o terceiro governo Siqueira Campos para ocupar a Secretaria de Esportes e Turismo de Tocantins e outra para ocupar a Secretaria de Indústria e do Comércio. Reeleito em 2002 ingressou sucessivamente no PSB e PSC, e logo após migrando novamente de partido para o PMDB, no qual permanece filiado até o presente momento.